# Naoto Oku
Naoto Oku, född 16 oktober 1971, är en japansk bågskytt. Han deltog vid olympiska sommarspelen 1992.